# Dănilă Prepeleac
„Dănilă Prepeleac” este o poveste scrisă de Ion Creangă și publicată la 1 martie 1876 în revista Convorbiri literare din Iași. Narațiunea are o temă cu origini în folclorul românesc și este structurată în jurul a două întâmplări. În prima parte, eroul țărănesc eponim, prezentat de autor ca fiind sărac, leneș și prostănac, își dovedește incompetența și lipsa de prevedere într-o serie de trocuri dezavantajoase, ceea ce face ca să obțină în final o pungă goală în schimbul unei perechi de boi. Cea de-a doua parte a textului prezintă aventurile lui Dănilă într-o pădure din apropierea satului, unde acesta se hotărăște să devină pustnic, neștiind că acel teritoriu era stăpânit de o oaste de diavoli. Confruntat cu aceasta, el supraviețuiește mai multor provocări prin păcălirea dracilor și, cu toate că își pierde un ochi din cauza blestemelor demonice, devine posesorul unei averi uriașe acordate de însuși Satan (Scaraoschi).
Povestea prezintă rolul experienței în viața omului și necesitatea depășirii cât mai multor încercări pentru a căpăta mai multă minte. Considerată o mostră de umor românesc din secolul al XIX-lea, „Dănilă Prepeleac” a atras atenția criticilor literari prin limbajul său ingenios și prin trăsăturile definitorii ale personajelor principale, preluând temele sale principale din folclorul european. Ea a inspirat, de asemenea, și alte lucrări, precum filmul omonim realizat în 1996 de regizorul moldovean Tudor Tătaru.

## Rezumat
Într-un sat trăiau odată doi frați: cel mai mare era harnic și bogat, în timp ce mezinul (poreclit Dănilă Prepeleac) era leneș, fără minte și sărac și împrumuta permanent de la rudele sale tot ce îi lipsea de pe lângă casă. Bătut la cap de nevasta sa zgârcită, fratele mai mare îl sfătuiește pe Dănilă să meargă la târg și să-și vândă singura avere: o pereche de boi tineri și puternici, iar cu banii obținuți să-și cumpere niște boi mai mici și un car. Fratele mai mic se duce cu boii la târg, dar pe drum realizează o serie de schimburi inechitabile, motivate parțial de naivitatea și de indolența sa. Astfel, el își dă boii care se smuceau permanent unui trecător în schimbul unui car care mergea ușor la vale. Ajuns la un deal, Dănilă nu mai poate urni carul, așa că i-l cedează unui alt trecător pentru o capră. Nici acest schimb nu-l mulțumește deoarece capra se smucea în toate părțile, așa că o dă unui alt trecător în schimbul unui gânsac. Țipetele păsării îl asurzesc așa că, odată ajuns la târg, Dănilă o schimbă pe o pungă goală. Analizând întreg lanțul de întâmplări care l-au făcut să schimbe o pereche de boi pe un obiect inutil, el concluzionează că „parcă dracul mi-a luat mințile”.
Întors acasă, Dănilă îi cere fratelui său mai mare să-i mai împrumute încă o dată carul cu boi pentru a aduce lemne de foc din pădure. El așază neatent carul cu boi sub un copac pe care începe să-l taie; arborele cade drept peste car și-l sfarmă, iar boii sunt uciși. Se gândește să-i spună fratelui său o minciună și să-i împrumute iapa pentru a fugi cu ea în lume, dar se rătăcește prin pădure și ajunge pe malul unui lac unde vede niște lișițe. Aruncă cu toporul către ele, sperând să prindă vreuna pe care să o ducă fratelui său pe post de cadou, dar păsările zboară, iar toporul cade pe fundul apei. Ajuns acasă, îi spune fratelui o minciună că boii s-ar fi blocat în noroiul din pădure și îl roagă să-i împrumute iapa pentru a-i scoate de acolo. Fratele său îl refuză furios, spunându-i lui Dănilă că ar trebui să devină călugăr, iar nu să trăiască în lume pentru a-i necăji pe oameni. La plecare, mezinul îi fură fratelui său iapa și o secure și pleacă la heleșteu pentru a-și căuta toporul.
Ajuns în pădure, Prepeleac se gândește să pună în aplicare sfatul fratelui său și se hotărăște să construiască o mănăstire. În timp ce alegea copacii pe care să-i taie, iese un drac din heleșteu și-l întreabă ce intenționează să facă. Creatura este îngrozită de planul său și, după ce încearcă în zadar să-i explice ca pădurea și iazul sunt ale dracilor, îl anunță pe Scaraoschi (căpetenia dracilor), care-i trimite lui Dănilă un sac cu bani pentru a-l convinge să plece. Căpetenia dracilor se răzgândește însă și trimite un alt drac care să-l provoace pe om la o întrecere care să decidă cine va fi câștigătorul banilor. Au loc patru probe. Mai întâi, dracul înconjoară iazul de trei ori, cu iapa în spinare, în timp ce Dănilă străbate călare aceeași distanță, pretinzând că a cărat iapa între picioare. Prepeleac refuză să participe la următoarele două probe și se folosește de șiretlicuri, punându-l pe drac să se întreacă la fugă cu un iepure (zicând că acela este „copilul meu cel mai mic”) și să se lupte cu un urs (despre care spune că este „un unchiu bătrân de 999 de ani și 52 de săptămâni”). Urmează o întrecere de chiuituri în care dracul chiuie de se cutremură pământul, răsună văile și clocotesc mările. Nepărând a fi impresionat, țăranul îl avertizează pe drac că țipătul său îl va asurzi și-i va distruge creierul, așa că-l leagă cu un ștergar la ochi și la urechi după care îl lovește în mod repetat peste tâmplă cu un ciomag de stejar, pretinzând că acesta ar fi efectul chiuiturilor sale. Creatura se întoarce îngrozită în Iad.
Scaraoschi îl trimite furios pe un alt drac, care-l provoacă pe Prepeleac la un concurs de aruncat buzduganul. Diavolul aruncă buzduganul atât de sus, încât nu se mai vede, și apare abia după trei zile, înfingându-se în fundul Pământului. Dănilă îi spune dracului că va arunca buzduganul pe Lună, unde „frații săi” îl vor prinde deoarece „mare nevoie mai au de fer, ca să-și potcovească caii”. Diavolul se sperie și îi ia buzduganul din mână, spunând că acesta e o „moștenire de la strămoșul nostru”, apoi se întoarce în iaz. Satana cere un alt voluntar care să se întreacă cu țăranul la un concurs de blesteme. Dracul afurisește atât de tare încât omului îi pocnește un ochi (fapt descris de narator ca o pedeapsă pentru păcatele lui Prepeleac). Personajul rănit îi spune apoi adversarului că blestemele moștenite de la strămoșii săi sunt acasă, așa că este dus în spate acolo, împreună cu sacul cu bani. Dănilă își cheamă soția și copiii să iasă afară cu blestemele părintești, precizând că acestea sunt ragila și pieptenii pentru câlți. Numeroșii săi copii se năpustesc asupra diavolului și încep să-l scarmene. Creatura rănită și îngrozită fuge, în timp ce Dănilă este lăsat să se bucure de comoară „până la adânci bătrânețe”.

## Scriere și publicare
Un rol important în începerea activității literare a lui Ion Creangă l-a avut prietenia cu poetul Mihai Eminescu. Cei doi s-au cunoscut la începutul anului 1875, când Eminescu (revizor școlar pentru județele Iași și Vaslui) a fost numit în comisia de examinare a cărților didactice din Iași. Ion Creangă era la acel moment institutor la Școala primară de băieți nr. 2 din cartierul ieșean Păcurari și publicase în colaborare Metodă nouă de scriere și cetire pentru uzul clasei I primară (1868) și Învățătoriul copiilor – carte de cetit în clasele primare de ambele sexe cu litere, slove și buchi, cuprinzând învățături morale și instructive (1871). Eminescu l-a introdus pe Creangă în cenaclul Junimea și l-a îndemnat să scrie,} iar în același an i-au fost publicate în Convorbiri literare poveștile „Soacra cu trei nurori” (1 octombrie 1875) și „Capra cu trei iezi” (1 decembrie 1875).
Ion Creangă a fost bine primit la Junimea, fiind proclamat „scriitor poporal”, iar criticul Titu Maiorescu (ce era în acea perioadă ministru al cultelor și instrucțiunii publice în guvernul condus de Lascăr Catargiu) afirmă că scrierile lui „sunt o adevărată îmbogățire a literaturei noastre”.
Povestea „Dănilă Prepeleac” a fost publicată în numărul din 1 martie 1876 al revistei Convorbiri literare din Iași (anul IX (1 aprilie 1875 – 1 martie 1876), nr. 12, 1 martie 1876, pp. 453–460). Prima publicare a poveștii în volum a avut loc abia în anul 1890, după moartea scriitorului, când editorul Herșcu Goldner din Iași a tipărit Scrierile lui Ion Creangă, vol. I, cu o prefață de A.D. Xenopol și o biografie a autorului de Grigore I. Alexandrescu.
Analizând această poveste, unii istorici literari au presupus că întâmplările din această poveste își au originea în fapte reale petrecute în trecut și cunoscute de scriitor. Astfel, Dănilă Prepeleac este considerat de criticul Ion Rotaru a fi „humuleșteanul slab de minte și tare de vârtute, dintre aceia cu care, ne spune bunicul David din Pipirig, Ciubuc Clopotariul făcuse o mare avere. Este omul care umple casa de copii, muncește cât șaptesprezece, dar întreprinde niște afaceri negustorești lamentabile, ajungând de la o pereche de boi de-a mai mare dragul să-i privești la o pungă goală. O dată lovit cu capul de pragul de sus, țăranul cu mintea înceată, asemenea lui Oșlobanu și lui Trăsnea, devine însă dintr-odată deștept, mai deștept chiar decât dracul”.

## Titlu

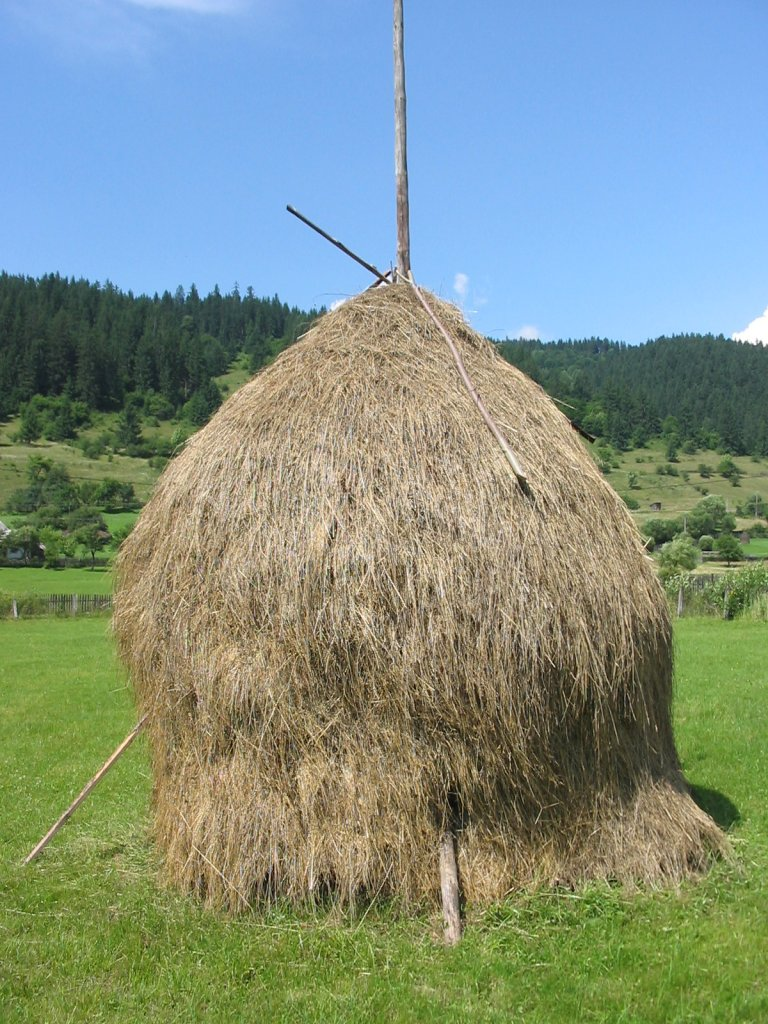
Metodă tradițională românească de stivuire a fânului în jurul unui prepeleac

Prepeleac este un cuvânt românesc de origine necertificată, desemnând un stâlp subțire de lemn asemănător unui cuier. El este folosit în societatea rurală fie pentru stivuirea fânului (după o metodă tradițională, în care stâlpul se află deasupra și în mijlocul grămezii rotunjite de fân) sau pentru uscarea oalelor din ceramică abia realizate.
Povestea poartă numele personajului său principal. Cuvântul Dănilă este fie un cuvânt hipocoristic (numele personal Dan, care își schimbă forma după ce i s-a adăugat sufixul diminutival -ilă, pentru a arăta o relație de afecțiune), fie o versiune învechită a numelui Daniel (asemănător cu Danilo). După cum scrie Ion Creangă într-un fragment din poveste, Prepeleac este porecla personajului, pentru că un prepeleac era singurul lucru de pe lângă casă pe care-l făcuse cu mâna lui.

## Influențe folclorice
Omul de cultură Bogdan Petriceicu Hasdeu îi enumera, în studiul consacrat basmului din volumul Etymologicum Magnum Romaniae (1892), pe culegătorii de basme românești, considerându-i pe Petre Ispirescu și Ion Creangă ca „adevărații maeștri” ai genului. Alăturarea celor două nume surprinde, deoarece poveștile lui Ion Creangă sunt scrieri mult prea personale, în ciuda prezenței unor elemente folclorice, dar Perpessicius o consideră corectă deoarece, în opinia sa, „Creangă e mult mai aproape de Ispirescu și de esența basmului popular”.
Poveștile lui Creangă au fost considerate la sfârșitul secolului al XIX-lea și începutul secolului al XX-lea prelucrări ale basmelor populare potrivit fanteziei autorului. Această opinie era susținută în special de Lazăr Șăineanu în 1892 (în Istoria filologiei române, p. 350) și Theodor Speranția în 1904 (în Introducere în literatura populară română, p. 14), considerându-se că Ion Creangă a valorificat artistic un material folcloric. Studiul erudit La vie et l'oeuvre de Ion Creangă (1930) al lui Jean Boutière a adus o viziune nouă în abordarea originii folclorice a poveștilor lui Creangă, dovedindu-se printr-un bogat material comparativ că poveștile lui Creangă dezvoltă motive bine cunoscute în folclorul european și nu sunt simple prelucrări ale unor basme românești. Acțiunea complexă din „Povestea lui Harap-Alb” și din „Dănilă Prepeleac” îl face pe cercetătorul francez să considere că cele două povești conțin multe elemente originale, iar în ce-l privește pe „Dănilă Prepeleac” „comparația cu variantele celorlalte țări dovedește că cele două părți aparțin unor teme diferite, care nu se găsesc scornite nici în România, nici aiurea în vreuna din variantele cunoscute de noi”.
Prima parte a poveștii care dezvăluie prostia absolută a lui Dănilă conține asemănări cu numeroase povești populare existente în folclorul european, trocul dezavantajos existând în numeroase variante. Scara descendentă a trocurilor începe de la o vacă și ajunge la o baligă (în varianta lorenă), de la o vacă la un găinaț (varianta tiroleză), de la o sumă de bani la un baston (varianta engleză și varianta rusă), printre obiectele de schimb întâlnite cele mai frecvent fiind vaca, gâsca (cocoș–găină) și capra. Povestea lui Creangă conține elementele cele mai des întâlnite, cărora li se adaugă un car (asociat cu boii lui Dănilă) și o pungă goală, cu un rol umoristic. Istoricul literar Alexandru Dima nu a identificat nicio variantă românească a temei trocului dezavantajos. Uciderea vitelor în pădure și aruncarea toporului în lac își găsesc asemănări tot în folclorul european, fiind evidențiate în tipologia publicată de Antti Aarne (nr. 1681).
Cea de-a doua parte a poveștii înfățișează istețimea desăvârșită a personajului în antiteză cu prostia absolută din prima parte. Întrecerile lui Dănilă cu dracii sunt cuprinse toate în tipologia lui Aarne și anume: 1) înconjurarea iazului cu iapa în spinare (nr. 1082); 2) întrecerea în fugă (nr. 1072); 3) lupta diavolului cu ursul (nr. 1071); 4) întrecerea în chiuituri (nr. 1084); 5) aruncarea buzduganului (nr. 1063); 6) întrecerea în blestemuri (nr. 1094) și 7) scărmănarea dracului de către copii (nr. 1149). Aceste întreceri apar în unele variante populare românești. Astfel, omul se înfruntă cu dracul în „Tâlharul cel vestit” (culeasă de Ion G. Sbiera în Bucovina), în „Săracul și dracul” (Dumitru Stăncescu, Muntenia), în „Dracul și cana” (N. D. Popescu, Muntenia) și într-o poveste moravo-română (Josef Wenzig), precum și în variante existente la popoarele vecine (sași, unguri și ruși). Alte înfruntări au loc cu zmei (în trei variante românești și două străine) și cu urși (într-o variantă albaneză). Hotărârea lui Dănilă de a construi o mănăstire lângă un loc populat de draci apare în „Tâlharul cel vestit” din Bucovina, în „Săracul și dracul” al lui Stăncescu și în varianta maghiară a lui Elisabet Sklarek.
Motivul prostului sau al nebunului care ajunge să-i păcălească pe cei mai înțelepți ca el este, potrivit istoricului literar E. Suhar, un motiv biblic. Al. Dima constată existența motivelor folclorice în „Dănilă Prepeleac”, dar afirmă că varianta lui Creangă nu este o prelucrare a unui basm popular, ci una analogă cu multe altele. Antiteza evidentă dintre cele două părți ale poveștii pare a fi subliniată cu intenție de autor, cele două părți fiind sudate prin afirmația lui Dănilă că „parcă dracul mi-a luat mințile”, adică o atenuare a prostiei prin recunoașterea greșelilor săvârșite ca o primă etapă a îndreptării. Prostia și istețimea nu se exclud reciproc, ci sunt extreme ce pot fi atinse de aceeași persoană în momente diferite, potrivit psihologiei populare.
Trecerea de la prostia absolută la istețimea desăvârșită apare în basmul rusesc „Ivanco, fiul ursului” (din colecția de basme universale Russische Märchen a lui Friedrich von der Leyen și Paul Zaunert, publicată în 1921 la Jena), în care tânărul Ivanco (jumătate om, jumătate urs) săvârșește o mulțime de prostii și îl întâlnește pe diavol pe malul unui lac, păcălindu-l în trei feluri și obținând o cantitate de bani fără număr și pe dracul ca argat. Ținându-se cont de aceste constatări, Al. Dima concluzionează că Ion Creangă poate fi considerat un creator popular ce respectă tematica și spiritul folcloric.

## Aspecte comune ale poveștilor lui Creangă
Poveștile și povestirile lui Ion Creangă sunt axate pe observații morale, precum istețimea care se poate ascunde sub o înfățișare modestă ca în povestea „Dănilă Prepeleac”. Narațiunea epică este completată cu o atitudine umoristică înțeleaptă și binevoitoare față de limitele semenilor, ce exprimă plenar poftă de viață. Autorul întreține iluzia realității țărănești prin verva, jovialitatea și umorul său, adresându-se cititorului ca unui spectator. Personajele fantastice ale poveștii sunt umanizate cu un umor extraordinar (aspect ce este latent în creațiile folclorice); astfel dracii au parte de suferințe fizice ca și cum ar fi oameni și sunt dominați și făcuți de râs nu cu sprijinul divinității, ci cu inteligența născută din experiență. Astfel, criticul Alexandru Piru considera că în această poveste Păcală e mai întâi Tândală.
Creangă folosește procedeul antitezei în construcția poveștii (cei doi frați: unul harnic și chiabur, altul leneș și sărac, cele două neveste: una muncitoare și bună la inimă, alta rea și zgârcită), cele două părți arătând două fețe diferite ale personajului. Astfel, dacă în prima parte Dănilă apare ca un exemplar tipic al prostiei omenești, el se dovedește în cea de-a doua parte un om isteț. Prostia se manifestă în relația cu semenii, pe plan uman, în timp ce istețimea apare în confruntare cu puterea diavolului, adică pe un plan suprauman.
Personajele poveștii vorbesc și se comportă precum țăranii moldoveni din vremea lui Creangă, fiind o imagine a lumii rurale din vremea autorului. Chiar dacă nu sclipesc prin inteligență, personajele lui Creangă compensează acest neajuns printr-o mare șiretenie și printr-un umor amar (un fel de haz de necaz care reprezintă o recunoaștere a propriilor greșeli). Umorul lui Creangă arată absurditatea propriei noastre vieți, în fața căreia nu avem ca armă decât râsul. Umorul este evident și în portretizarea Diavolului, scoțându-se în evidență lipsa lui inteligență și astfel neputința lui de a stăpâni pământul. Dracii din poveștile lui Creangă nu au mai multe minte decât un țăran neghiob și de aceea chiar și unul ca Dănilă Prepeleac îi poate păcăli. Învingerea dracilor ilustrează principiul triumfului permanent al binelui asupra răului, oamenii depășind necazurile prin respingerea resemnării și prin apelul la „mintea cea de pe urmă”.

## Stil literar și originalitate
Scrierile literare ale lui Ion Creangă se individualizează prin autenticitate, simplitate și oralitate. Povestea „Dănilă Prepeleac” se desfășoară în totalitate în cel mai tipic cadru rural. Autorul pune accentul pe nararea întâmplărilor, folosindu-se de elemente vizuale și auditive, ca și de o memorie spontană capabilă să înfățișeze aidoma o scenă petrecută anterior. Trăsătura definitorie a creației sale literare o reprezintă talentul narativ; frecvența mare a dialogului și monologului este o modalitate care intenționează să compenseze și uneori să substituie carențele existente în descrierile de natură sau în analiza psihologică a personajelor. Autorul stăpânește atât de mult narațiunea încât pare în același timp povestitor și ascultător.
Originalitatea poveștilor lui Creangă constă în realismul atmosferei, în umanizarea elementelor fantastice și în restrângerea și localizarea întâmplărilor la spațiul etnologic al satului natal. Criticii literari consideră că basmele sunt originale mai ales prin limbajul popular. Astfel, Mihai Eminescu scria într-un articol despre poveștile lui Creangă că basmele au aceeași substructură, la toate popoarele, iar „ceea ce e original în basm e modul de a le spune, e acel grai românesc, cu care se îmbracă ele, sunt modificațiile locale, potrivite cu spiritul și cu datinile noastre” (Timpul, V, 102, 7 mai 1880). Hasdeu susținea aceeași opinie în introducerea la cele două volume din Cuvente den bătrâni (1879, 1880): „niciodată o carte nu va deveni poporană, dacă ea nu vorbește în graiul cel necioplit al poporului, dacă nu răsfrânge credințele poporului, speranțele lui, slăbiciunile lui, dacă știe ceva mai mult decât știe poporul în patriarhala sa neștiință...”, pentru ca să completeze astfel într-o serie de „notițe bibliografice”, tipărite în trei numere consecutive ale ziarului Timpul, referitoare la scrierile lui Ispirescu și Creangă: „O adevărată literatură trainică, care să ne placă nouă și să fie originală pentru alții, nu se poate întemeia
decât pe graiul viu al poporului nostru propriu, pe tradițiile, obiceiurile și istoria lui, pe geniul lui” (Timpul, V, 103, 8 mai 1880).
În prima sa formă publicată, „Dănilă Prepeleac” face uz de mai multe cuvinte rare sau construcții dialectale, în contrast cu lexicul și cu gramatica standard a limbii române. „Intonația cuvintelor” și „gestul ghicit cu care eroul le spune”, a argumentat Călinescu, face ca dialogurile dintre Dănilă și ceilalți țărani să semene cu un text teatral, care ar putea fi jucat pe scenă aproape în întregime. În special, narațiunea lui Creangă include o prezență neobișnuită a adverbului comparativ mai în descrierea modului în care unul dintre țăranii ce făcuse schimb cu Dănilă se comportă după tranzacția lor dezechilibrată: „pleacă pe costișă într-o parte spre pădure și se cam mai duce”. Cronicarul literar Gabriela Ursachi evidențiază scopul umoristic al lui mai în acest context: „Departe de a fi o construcție superfluă, «mai» sugerează tocmai graba de a se face nevăzut a fericitului miluit de Dănilă”.
Creangă folosește și expresii tautologice care, deși provoacă râsul printre intelectuali, sunt vorbe de bun simț tipice omului isteț din popor: „— Na! că făcui pacostea și frăține-meu. Ei, ei, acum ce-i de făcut?... Eu cred, că ce-i bine, nu-i rău: Dănilă face, Dănilă trebue să desfacă.”

## Aprecieri critice
Potrivit istoricului literar George Bădărău, „Dănilă Prepeleac” este una din scrierile lui Creangă în care atmosfera de basm întâlnește „fantezia realistă”. Intriga, notează el, este similară cu cea a altor povești fantastice și satirice ale lui Creangă, „Ivan Turbincă” și „Povestea lui Stan Pățitul”, în care oamenii care par proști sunt totuși capabili să-i păcălească pe diavoli. Povestea a fost descrisă de către influentul critic și istoric literar interbelic George Călinescu ca una din scrierile lui Ion Creangă cu o morală transparentă, adică dovedește în acest caz că „prostul are noroc”.
Filologul francez Jean Boutière a evidențiat unele asemănări ale acestei povești cu creații literare din folclorul universal precum „Hans cel norocos” din colecția fraților Grimm, „Les trocs de Jean Baptiste” din Contes populaires de Lorraine de Emmanuel Cosquin, basmul bașchir „Ivanco meavedka” din colecția A.N. Afanasiev și basmul rusesc „Ivanco, fiul ursului”.
Un obiectiv principal al atenției critice este reprezentat de înțelegerea modului în care Creangă l-a descris pe protagonistul poveștii. Șirul de tranzacții dezavantajoase, susține cercetătorul și criticul teatral Mirella Nedelcu-Patureau, își are originea într-o temă comună în folclorul românesc și în tradiția europeană, având asemănări în special cu „Hans cel norocos”, povestea fraților Grimm (și, prin ea, cu piesa Jean la chance a lui Bertolt Brecht). Realizarea unor schimburi inechitabile între o persoană naivă și o persoană ageră apare în poveștile tradiționale din cele două regiuni românești: Moldova natală a lui Creangă și vecina sa sudică Valahia. Etnologul Pavel Ruxăndoiu a plasat „Dănilă Prepeleac”, alături de poemele valahului Anton Pann din Povestea vorbii, într-o categorie de scrieri ce decodifică această tradiție.
Interesul criticilor a fost atras de caracterizarea protagonistului și de problemele de interpretare pe care aceasta din urmă le ridică. Potrivit etnologului Șerban Anghelescu, Dănilă afișează o „prostie ce conduce la inițiere”, este „nu prostul total, iremediabil, ci nătângul, nerodul lipsit de experiență elementară” (după cum aprecia Ion Rotaru), în timp ce Gabriela Ursachi vede eroul ca manifestând o „prostie desăvârșită și prin urmare, sublimă”. Analizând sumar comentariile anterioare cu privire la această scriere, istoricul literar Mircea Braga subliniază ruptura existentă între cele două părți ale narațiunii, care par să-l înfățișeze pe Prepeleac ca două personaje foarte diferite între ele. El vede acest lucru ca o dovadă directă a emancipării lui Creangă de convențiile basmelor, permițându-i scriitorului să-și scrie propriul text și „să anuleze caracterul schematic-simplist” presupus de tradiție. Caracterizarea lui Dănilă, așa cum este realizată de criticul Ioana Pârvulescu, evidențiază contrastul între trăsăturile de „prost-isteț” ale protagonistului și cele de „prost-prost” ale diavolului. Constatând că Prepeleac este capabil să-l manipuleze cu ușurință pe diavol cu mitul existenței unor creaturi lunare, Pârvulescu identifică o posibilă intenție pedagogică a naratorului: „superstiția e pentru proști, iar prostia e diavolul însuși sau, viceversa, diavolul e prostia întruchipată”.
Acumularea de trăsături negative la Dănilă Prepeleac este contrabalansată de caracteristicile altor personaje, inclusiv bunătatea sufletească afișată de soția sa. Constatând un contrast între sexismul pe care-l identifică în mai multe dintre povestirile lui Creangă și standardele moderne de corectitudine politică, criticul literar Ion Manolescu consideră că modul în care este descrisă cumnata lui Prepeleac conduce la o morală implicită: „dacă vrei să desparți o familie, cheamă o femeie”.

## Traduceri
Povestea „Dănilă Prepeleac” a fost tradusă în mai multe limbi străine: rusă („Danila Prepeliak”, în vol. Moldavskie skazki, Editura de Stat a Moldovei, Chișinău, 1957; traducere de Grigori Perov; volumul a fost reeditat de Editura de Stat a Moldovei în 1964, 1965 și 1967 și de Editura Lumina din Chișinău în 1972 și 1973; traducerea lui Perov a mai fost publicată în vol. Grozdia radosti: Stihi, rasskazî, skazki, Editura Literatura artistică, Chișinău, 1986, și Moldavskaia literatura: Hrestomatia dlia srednih spețialinîh ucebnîh zavedenii, Editura Lumina, Chișinău, 1988), germană („Dănilă Prepeleac”, Editura Tineretului, București, 1963, 24 p.+il.; traducere de Rudolf Lichtendorf; a fost reeditată în vol. Die Märchentruhe. Zusatzlektüre für kleine Schulkinder, vol. 6, Editura Ion Creangă, București, 1976), maghiară („Karó Dani”, Editura Tineretului, București, 1963, 24 p.+il.; traducere de András Sütő) și engleză („Dănilă Prepeleac”, în vol. Kurt W. Treptow (ed.), Selected Works of Ion Creangă and Mihai Eminescu, Columbia University Press, New York, Editura Minerva, București, 1991; traducere de Ana Cartianu și R.C. Johnston; o altă traducere intitulată „Danilo the Pole” a fost realizată de Zoea Onița și tipărită în 2001 de Editura Emia din Deva (32 p.+il.)).

## Adaptări
„Dănilă Prepeleac” a avut parte de mai multe adaptări dramatice pentru teatrele românești, dintre care una a fost reprezentată în mod tradițional pe scena Teatrului „Ion Creangă” din București. Studioul cinematografic Animafilm a realizat în anul 1971 filmul de animație Dănilă Prepeleac, de fapt o înșiruire de cartoane decupate cu subtitrare, având scenariul scris de Maria Petricică, desenele realizate de Zaharia Buzea (1941–1985), iar redactor fiind Mariana Geamănu. Producția realizată este un scurtmetraj cu o durată de aproximativ 7 minute.
Povestea face parte, de asemenea, din moștenirea lui Creangă în Republica Moldova. Înainte de proclamarea independenței în 1991, în timp ce regiunea încă făcea parte ca RSS Moldovenească din Uniunea Sovietică, unul dintre cei mai importanți artiști moldoveni, Igor Vieru, a realizat ilustrații originale pentru edițiile locale ale poveștii.
Începând de la sfârșitul anilor '80 ai secolului al XX-lea, regizorul român Ion Popescu-Gopo a început să lucreze la o variantă cinematografică personală a poveștii „Dănilă Prepeleac”, pe care urma să o realizeze în colaborare cu studioul Moldovafilm (cu care mai colaborase la filmele Maria Mirabela (1981) și Maria Mirabela în Tranzistoria (1989)). El s-a deplasat în RSS Moldovenească, pregătind realizarea unei coproducții, dar moartea sa prematură la 29 noiembrie 1989 a pus capăt proiectului. Abia în anul 1996 cineastul moldovean Tudor Tătaru a regizat o coproducție moldo-română omonimă a poveștii, după un scenariu scris de el în colaborare cu Vlad Olărescu. Filmul a fost produs de studioul cinematografic „Buciumul” din Chișinău și are o durată de aproximativ 68 de minute. Rolurile principale au fost interpretate de Mircea Diaconu (Dănilă Prepeleac), Diana Lupescu (soția lui Dănilă), Petrică Nicolae (dracul Michiduță), Călin Măneață (Scaraoschi), Ernest Maftei (moșul cu capra, moșul care eliberează pupăza lui Nică), Mihai Mereuță (povestitorul, moșul cu carul), Alexandru Bindea (dracul ce aruncă buzduganul), Vitalie Russu (vânzătorul unui curcan), Dem Rădulescu (fratele lui Dănilă), Draga Olteanu-Matei (soția fratelui) și Costache Constantinov (moșul cu gânsacul), printre interpreții rolurilor secundare fiind Ștefan Mihăilescu-Brăila (un țăran) și Valentin Uritescu (Tândală).